# マヌ・フェルナンデス
マヌエル・フェルナンデス・ムニス（Manuel Fernández Muñiz、1986年5月9日 - ）はスペイン・ヒホン出身の元サッカー選手。ポジションはゴールキーパー。

## 経歴
2004年にスポルティング・デ・ヒホンのアカデミーを卒業し、同クラブでプロ契約を結ぶ。トップチームの一員にはなったものの当時18歳であったため、主にセカンドチームで試合経験を積んだ。2005－06年シーズンにリーガ・エスパニョーラのセグンダ・ディビシオンでデビューを果たした。
2007年にデポルティーボ・ラ・コルーニャに移籍。主にコパ・デル・レイ（スペイン国王杯）要員として活躍し、プリメーラ・ディビシオンでの公式戦を含めてミゲル・アンヘル・ロティーナ監督（現東京ヴェルディ）の下21試合に出場した。
2011年から2015年まではレクレアティーボ・ウェルバ、ADアルコルコン、デポルティーボ・アラベス、デポルティーボ・ラ・コルーニャ等主にセグンダ・ディビシオンのクラブでプレー。
2015年8月24日にプリメーラ・ディビシオンのデポルティーボ・ラ・コルーニャに復帰した。
2016年7月、イラン1部のペルシアン・ガルフ・プロリーグに属するマシーン・サジFCに1年契約で移籍。しかし半年後に給料未払いなどもあり、シーズン中にスペインに帰国、半年契約をマルベーリャFCと結んだ。

## 代表歴
スペインU19代表の一員として2004年にスイスで開催されたUEFA U-19欧州選手権2004で、セルヒオ・ラモス、ダビド・シルバ、ボルハ・バレロ、ハイメ・ガビランらと共に優勝を果たした。